# Framerville-Rainecourt
Framerville-Rainecourt – miejscowość i gmina we Francji, w regionie Hauts-de-France, w departamencie Somma.
Według danych na rok 2011 gminę zamieszkiwało 465 osób, a gęstość zaludnienia wynosiła 47 osób/km² (wśród 2293 gmin Pikardii Framerville-Rainecourt plasuje się na 762. miejscu pod względem liczby ludności, natomiast pod względem powierzchni na miejscu 462.).